# Polyachyrus
Polyachyrus  es un género  de plantas con flores en la familia de las Asteraceae. Comprende 36 especies descritas y de estas, solo 6 aceptadas.

## Taxonomía
El género fue descrito por Mariano Lagasca y publicado en Amenidades Naturales de las Españas 1(1): 37. 1811. La especie tipo es: Polyachyrus poeppigii Kunze ex Less.

## Especies aceptadas
A continuación se brinda un listado de las especies del género Polyachyrus aceptadas hasta agosto de 2012, ordenadas alfabéticamente. Para cada una se indica el nombre binomial seguido del autor, abreviado según las convenciones y usos.
- Polyachyrus annuus I.M.Johnst.
- Polyachyrus carduoides Phil.
- Polyachyrus cinereus Ricardi & Weldt
- Polyachyrus fuscus (Meyen) Walp.
- Polyachyrus gayi J.Rémy
- Polyachyrus sphaerocephalus D.Don